# Josef Osvald I. z Thun-Hohensteinu
Josef Osvald I. hrabě z Thun-Hohensteinu (německy Joseph Oswald I. Reichsgraf von Thun und Hohenstein; 21. prosince 1817 Žehušice – 6. ledna 1883 Klášterec nad Ohří) byl český šlechtic z rodu Thun-Hohensteinů, velkostatkář a politik. Jako příslušník vlivné rodiny Thunů vlastnil rozsáhlé statky v severních a východních Čechách, byl poslancem českého zemského sněmu a dědičným členem rakouské panské sněmovny. Jeho hlavním sídlem byl zámek v Klášterci nad Ohří, který nechal přestavět v novogotickém stylu, v Klášterci byl také dlouholetým starostou (1861–1876).

## Životopis

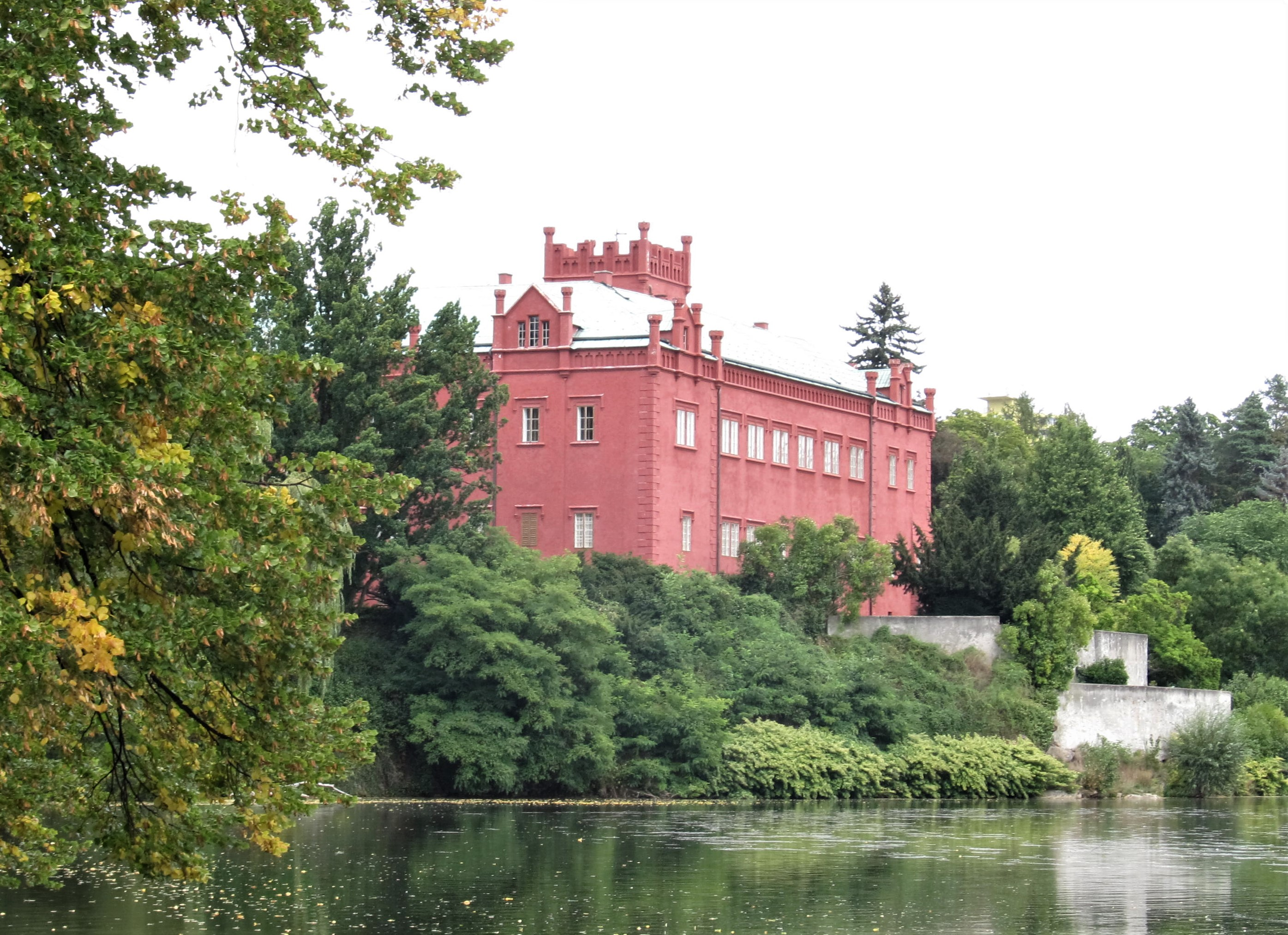
Zámek Klášterec nad Ohří

Byl nejstarším synem hraběte Josefa Matyáše z Thun-Hohensteinu (1794–1868) z klášterecké větve Thun-Hohensteinů.
Původně sloužil v armádě, z níž odešel v roce 1842 v hodnosti rytmistra a již v roce 1849 ještě za otcova života převzal správu rodových statků v severních a východních Čechách. V letech 1861–1866, 1867–1870 a 1872–1883 byl poslancem českého zemského sněmu, kam byl zvolen za velkostatkářskou kurii. Jako majitel fideikomisu byl v roce 1861 zároveň jmenován dědičným členem rakouské panské sněmovny. V letech 1861–1878 byl zároveň starostou v Klášterci nad Ohří a v této funkci inicioval přestavbu radnice. V roce 1864 se ještě nakrátko vrátil do aktivní vojenské služby a během války s Dánskem byl v hodnosti majora pobočníkem generála Gablenze. Byl též c. k. komořím (1854) a tajným radou (1872). Kromě veřejných aktivit a správy majetku se věnoval mimo jiné cestování, kromě evropských zemí navštívil například Mexiko nebo Persii. Byl také čestným rytířem Maltézského řádu.
Jeho majetkem byly velkostatky Klášterec nad Ohří, Žehušice a Benešov nad Ploučnicí, převzaté dědictví příležitostně rozšiřoval dalšími nákupy. K velkostatkům patřilo přes 10 000 hektarů půdy a také četné průmyslové provozy. Nejvýznamnějším z nich byla porcelánka Thun v Klášterci nad Ohří, která se stala během 19. století prosperujícím podnikem. Výrobky porcelánky měly úspěch na výstavách v zahraničí a počet zaměstnanců se zpětinásobil až na 660 koncem 19. století. V Praze byl rodinným sídlem palác v Thunovské ulici (dnešní velvyslanectví Velké Británie; jméno Thunovská nese ulice od roku 1870). V Klášterci nad Ohří nechal Josef Osvald I. stavebně upravit rodinnou hrobku v kostele Nejsvětější Trojice, po požáru zámku v roce 1856 došlo k jeho radikální novogotické přestavbě. Celý zámek dostal novou fasádu s pseudogotickými prvky, o jedno poschodí byla zvýšena zámecká věž, úpravy se výrazně dotkly i interiérů, kde byl mimo jiné zrušen slavnostní sál a nahrazen menšími prostorami. Na stavební úpravy zámku pak navazovalo také rozšíření zámeckého parku. Úpravy parku probíhaly až po roce 1876, kdy již správu majetku převzal syn Josef Osvald II. z Thun-Hohensteinu, který byl po otci také dlouholetým starostou v Klášterci.

## Rodina
V roce 1846 se v Praze oženil s hraběnkou Johanou Josefou ze Salm-Reifferscheidtu (1827–1892), c. k. palácovou dámou a dámou Řádu hvězdového kříže, dcerou starohraběte Jana Františka Václava ze Salm-Reifferscheidtu (1780–1847). Po smrti svých tří bezdětných bratrů zdědila rozsáhlé statky v severních Čechách a na Vysočině (Hanšpach (Lipová), Světlá nad Sázavou) a tím významně přispěla k rozšíření majetku klášterecké linie Thunů. Z manželství s Josefem Osvaldem z Thun-Hohensteinu se narodilo sedm dětí. Nejstarší dcera se narodila v Klášterci nad Ohří, další děti se narodily v Praze nebo na zámku v Žehušicích.
- 1. Rosina Františka (1848–1931), manžel 1873 Viktor hrabě Dubský z Třebomyslic (1834–1915), c. k. tajný rada, rakousko-uherský velvyslanec ve Španělsku, generál jízdy, doživotní člen Panské sněmovny, majitel velkostatku Žádlovice
- 2. Josef Osvald II. (1849–1913), 1897 příjmení Thun-Hohenstein-Salm-Reifferscheidt, c. k. tajný rada, dědičný člen Panské sněmovny, starosta v Klášterci nad Ohří, rytíř Řádu zlatého rouna; manželka 1878 Kristiana Alžběta hraběnka z Waldstein-Wartenbergu (1859–1935)
- 3. Františka Johanna (1852–1894), manžel 1873 Arnošt Karel hrabě z Valdštejna (1849–1913), c. k. tajný rada, dědičný člen Panské sněmovny, majitel velkostatků Mnichovo Hradiště, Duchcov, Šťáhlavy, Nebílovy
- 4. Klotylda Johanna (1854–1934), manžel 1878 Filip hrabě Grünne (1833–1902), c. k. polní zbrojmistr, zemský velitel v Českém království 1889–1899, rytíř Řádu zlatého rouna
- 5. Maxmilián Theodor (1857–1950), c. k. tajný rada, komoří, generálmajor, císařský nejvyšší lovčí, manželka 1886 Gabriela Sophie princezna Lobkowiczová (1864–1941)
- 6. Ernestina Gabriela (1858–1948), I. manžel 1881 Evžen hrabě Vratislav z Mitrovic (1855–1897), c. k. komoří, majitel velkostatků Dírná a Zálší, II. manžel 1901 František Antonín kníže z Thun-Hohensteinu (1847–1916) (z děčínské rodové větve), místodržitel v Českém království 1889–1896 a 1911–1915, rakouský ministerský předseda 1898–1899, v roce 1911 povýšen na knížete
- 7. Johanna Marie (1861–1939), manžel 1890 Jan Křtitel hrabě Broele-Plater (1858–1935), majitel velkostatku Klokočov